# Teoría ecológica del delito
La teoría ecológica del delito fue producto del primer esfuerzo sociológico sistemático para entender las causas del crimen. Hasta hoy, es una de las principales teorías dentro de la criminología. Esta teoría marcó un cambio de época respecto de las explicaciones del delito centradas en el individuo, como el positivismo criminológico, que veían sus causas en anomalías de la persona y no en fenómenos sociales. Si bien ciertos autores, como Durkheim y Tarde, ya habían propuesto miradas sociológicas sobre el delito, la teoría ecológica fue pionera en aplicar una metodología clara para poner a prueba sus hipótesis. Para la teoría ecológica, el crimen se relaciona con el hábitat en el que viven las personas: una misma persona puede cumplir la ley si vive en un determinado barrio o zona, e incumplirla si vive en otro.

## Surgimiento de la teoría ecológica
La teoría ecológica del delito se desarrolló en el marco de la Escuela Sociológica de Chicago. Sus principales investigadores fueron Henry D. McKay, Robert Ezra Park y Clifford Shaw. Alrededor del año 1910, se produjo una liberación en la mirada sociológica en el ámbito criminal: implicaba un abordaje autónomo y autosuficiente. Ésta mirada estaba dada por intelectuales que rodearon la Escuela de Chicago. La característica diferencial del discurso es que se funda en un enfoque novedoso en lo que respecta a la vida social caracterizado por el pragmatismo
El punto de partida de los procesos de conocimiento era la idea de la “experiencia”. El proceso era visto como una transición en el mundo y el sujeto. Este último juega un rol activo en la gestación de la verdad. En ese sentido, el mundo social es manufacturado a través de las experiencias prácticas de los individuos, los cuales responden cotidianamente a diversas situaciones y conflictos
A partir de esto, proponen la siguiente afirmación metodológica: la única forma de estudiar el mundo social, es la participación en los procesos que lo constituyen. Esto implica una inclinación más profunda hacia la indagación empírica.
En este marco, la Escuela Ecológica se originó en EE. UU., entre la primera y Segunda Guerra Mundial, con el crecimiento urbano exponencial de las ciudades como consecuencia de la industrialización y de la inmigración, tanto interna como externa. En EE.UU, particularmente en Chicago, los autores observaron y analizaron el éxodo de las clases medias y altas estadounidenses a barrios alejados de los centros urbanos, y la concentración de migrantes recién llegados al país en dichos espacios, ahora subdivididos e industrializados Esto los hizo enfocarse en lo que llamaron la “desorganización social”, idea central de esta teoría para explicar la delincuencia.

## Objeto de estudio
La teoría ecológica del delito tiene como objeto de estudio el análisis del crimen con relación al contexto o lugar en el que la persona se inserta y desde el cual desarrolla sus relaciones sociales. Conforme a esta teoría, algunos grupos ubicados en determinados sectores territoriales presentarían una mayor propensión a delinquir
Así, los autores se valieron de la metáfora de la ecología, en la que se consideraba a la sociedad urbana como un “hábitat”, en el que conviven diversas especies con sus respectivos procesos de interacción y relaciones de conflicto, dominación y compromiso, entre otros. Es a partir del “hábitat” y de su mayor o menor grado de desorganización que estos autores explican la mayor o menor propensión a delinquir Las zonas que presentan mayor grado de desorganización social tendrían una menor cohesión social y cultural, y esa sería la fuente de la delincuencia
Robert Park, uno de los precursores de esta Escuela, señaló que mientras que en las comunidades pequeñas, con familias tradicionales, existe un control personal y una sumisión total del individuo hacia su familia, particularmente hacia sus padres, en la sociedad actual eso no ocurre y, por ende, hay un mayor grado de individualidad y libertad de las personas.
Los autores que desarrollaron la teoría ecológica analizan cómo los individuos, criados en la familia moderna con poca o nula restricción a su libertad individual, se desarrollan socialmente en las zonas urbanas, específicamente las que ellos denominan “zonas de transición”.
Las zonas de transición son precisamente aquellas donde previamente había familias de clase media y alta, que,como resultado del proceso de industrialización, fueron sustituidas por inmigrantes en busca de trabajo. Esta población inmigrante lidia con dificultades para integrarse como miembros de la sociedad, dadas las diferencias culturales e idiomáticas existentes con la población local y entre sus propios miembros, que suelen provenir de lugares distintos. Esto impide la generación y fortalecimiento de una cohesión social sólida, lo que provoca una mayor desorganización social y, consecuentemente, genera condiciones donde es más probable que tengan lugar comportamientos delictivos

### La delincuencia juvenil
Algunos de los principales estudios de la Escuela de Chicago se centraron en la delincuencia juvenil.
Para analizar la incidencia del contexto en la delincuencia juvenil, el método de estudio consistió en la clasificación de un grupo de jóvenes en función de su lugar de residencia y correlacionar las cifras de delincuencia juvenil con el número de jóvenes que vive en cada área para obtener el porcentaje de delincuentes juveniles por cantidad de jóvenes en cada una de las áreas de la ciudad. Así, se determinó en cuáles áreas hay una mayor concentración de delincuencia juvenil.
Como resultado del trabajo, se extrajeron las siguientes conclusiones:
a) Las distintas áreas de la ciudad mostraron distinto grado de delincuencia.
b) La delincuencia se concentra mayormente en las áreas urbanas centrales. Dichas áreas presentaban las siguientes características:
1. Son “zonas de transición”
2. Población predominantemente extranjera.
3. Población decreciente.
4. Situación económica desventajosa o precaria
5. Existencia de problemáticas sociales diversas (mortalidad infantil, absentismo escolar, entre otros)

c) Hogares desmembrados: Mediante la cual se pone énfasis en el rol de las familias en la existencia de actividades delictuales en los jóvenes, siendo posible aceptar que la delincuencia es más probable entre los chicos con hogares disfuncionales o rupturas importantes en el ámbito familiar, como divorcios de sus progenitores, abandono o muerte de alguno de estos.

### El efecto barrio
Las teorías ecológicas tuvieron efecto en investigaciones futuras. Una de las principales fue la realizada por William Julius Wilson, quien trabajó sobre "El efecto barrio".  
William Julius Wilson intenta explicar cómo el barrio en el que una persona crece y se desarrolla puede constituirse en un elemento determinante de la inserción de esa persona en el mercado laboral y de sus posibilidades económicas y de desarrollo. La teoría analiza la capacidad de los barrios de afectar económica y socialmente, de manera directa e indirecta, a aquellas personas que lo habitan.
Para ello, se refiere a los tipos de «efecto barrio» de Manski y explica que existen de tres efectos del barrio sobre sus habitantes:
a) El efecto endógeno, o “efecto entre pares”, que explica la influencia directa de los miembros de la sociedad sobre y para con sus pares;
b) El efecto correlacionado, que analiza la "exposición institucional" de un grupo a diferentes factores sociales y su relación con estos, como la influencia de la pobreza en determinados vecindarios, y
c) El efecto contextual, que se refiere a cómo las acciones de los individuos están influenciadas por elementos exógenos respecto del vecindario en el que viven (por ejemplo, una determinada etnia o la religión).
Esta teoría nos permite observar determinadas situaciones que dan cuenta de cómo el “efecto barrio” afecta a las personas que habitan en él.:
1. En los grupos con alta concentración de inmigrantes, las personas son más propensas a tener inconvenientes con la inserción en la sociedad y en el mercado laboral por motivos de discriminación, dificultades para aprender el lenguaje y la mayor vulnerabilidad al encarcelamiento, lo que conduce a una falta de expectativas en el desarrollo personal de estos individuos.[7]
2. La “influencia cultural”: las personas que crecen en áreas desfavorecidas desarrollan creencias morales erróneas, y son más propensas a la criminalidad y estilos de vida poco proclives al trabajo, así como la posterior dependencia a la asistencia social.[7]

### Aplicaciones de las propuestas de las teorías ecológicas
La perspectiva ecológica no sólo teoriza acerca de las causas del delito, sino que propone como solución la transformación de las condiciones de vida comunitarias mediante el establecimiento de nuevas políticas públicas. En algunos casos, estas soluciones fueron llevadas a la realidad: Clifford R. Shaw fue el principal impulsor del “Chicago Area Project”, un proyecto para el establecimiento de centros juveniles en barrios de Chicago para generar mejores oportunidades de vida para los jóvenes y prevenir la delincuencia.

## Críticas
Una de las mayores críticas realizadas a la Escuela Ecológica refiere a que las conclusiones sobre la distribución territorial de la delincuencia podrían ser parciales dado que no tienen en cuenta el mayor o menor grado de control policial en las áreas analizadas.
Por otro lado, se crítica que la Escuela de Chicago lleva a cabo su estudio en base a una realidad existente en un determinado contexto, un contexto histórico-cultural específico como es el crecimiento de las ciudades estadounidenses a partir de la industrialización. Esta especificidad en el objeto de análisis impediría extender sus conclusiones para explicar la delincuencia y su génesis en contextos alternativos.
Por último, algunos autores han hecho referencia a la falta de efectividad en la política criminal concreta, considerando que la misma cuenta con pocas capacidades para poder llevar a cabo alterar la situación de pobreza de la mayoría de las personas residentes en ella.